# Quyền LGBT ở Cuba
Quyền về LGBT ở Cuba đã có những bước tiến lớn. Kể từ ngày 27 tháng 9 năm 2022, Cuba là nhà nước cộng sản đầu tiên trên thế giới công nhận hôn nhân đồng tính, cho phép các cặp đồng tính nhận con nuôi và mai thai hộ thương mại. "Tình yêu giờ là luật", Chủ tịch Cuba Miguel Diaz-Canel viết trên Twitter sau khi kết quả trưng cầu dân ý được thông báo. "Đây là món nợ đối với nhiều thế hệ người Cuba, những người đã chờ đợi luật này suốt nhiều năm để lập gia đình. Từ hôm nay, chúng ta sẽ là một quốc gia tốt hơn"..
Chủ tịch Hội đồng Bầu cử Quốc gia Cuba Alina Balseiro Gutierrez ngày 26/9 thông báo hơn 3,9 triệu cử tri nước này đã bỏ phiếu trong cuộc trưng cầu dân ý về Luật Gia đình một ngày trước đó, với 66,85% ủng hộ, 33,15% phản đối.
Hôn nhân đồng giới ở Cuba hợp pháp kể từ 27 tháng 9 năm 2022. Hiến pháp Cuba đã cấm kết hôn đồng giới cho đến năm 2019 và vào tháng 5 năm 2019, Chính phủ tuyên bố rằng Liên minh các luật gia Cuba đang làm việc về một bộ luật gia đình mới, trong đó sẽ giải quyết hôn nhân đồng giới.  Năm 2018, Quốc hội đã bỏ phiếu hợp pháp hóa hôn nhân đồng giới và cấm mọi sự phân biệt đối xử trên cơ sở khuynh hướng tình dục và bản dạng giới, với  một cuộc trưng cầu dân ý về hiến pháp sẽ được tổ chức vào tháng 2 năm 2019. Tuy nhiên, hôn nhân đồng giới sau đó đã bị xóa khỏi dự thảo Hiến pháp. Phân biệt đối xử dựa trên xu hướng tính dục và bản dạng giới là bất hợp pháp ở Cuba.

## Bảng tóm tắt
| Hoạt động tình dục đồng giới hợp pháp                                                                                       | (Từ năm 1979) |
| Độ tuổi đồng ý | (Từ năm 1979) |
| Luật chống phân biệt đối xử trong việc làm                                                                                  | (Từ năm 2013) |
| Luật chống phân biệt đối xử trong việc cung cấp hàng hóa và dịch vụ                                                         | (Từ năm 2018) |
| Luật chống phân biệt đối xử trong tất cả các lĩnh vực khác (bao gồm phân biệt đối xử gián tiếp, ngôn từ kích động thù địch) | (Từ năm 2019) |
| Luật chống phân biệt đối xử liên quan đến bản dạng giới                                                                     | (Từ năm 2019) |
| Hôn nhân đồng giới | (Từ năm 2022) |
| Công nhận các cặp đồng giới                                                                                                 | (Từ năm 2022) |
| Nhận con nuôi là con riêng của các cặp vợ chồng đồng giới                                                                   | Có            |
| Nhận con nuôi chung của các cặp vợ chồng đồng giới                                                                          | Có            |
| Người LGBT được phép phục vụ công khai trong quân đội                                                                       | (Từ năm 1993) |
| Quyền thay đổi giới tính hợp pháp                                                                                           | (Từ năm 2008) |
| Truy cập IVF cho đồng tính nữ                                                                                               | Có            |
| Mang thai hộ thương mại cho các cặp đồng tính nam                                                                           | Không         |
| Liệu pháp chuyển đổi bị cấm bởi luật                                                                                        | Không         |
| Luật chống bắt nạt LGBT trong trường học                                                                                    | Không         |
| NQHN được phép hiến máu | Có            |